# Allobates grillisimilis
Allobates grillisimilis é uma espécie de anfíbio da família Aromobatidae. Endêmica do Brasil, pode ser encontrada apenas no estado do Amazonas na região interfluvial do Madeira-Tapajós.